# Passe sanitaire français
Pour des articles plus généraux, voir Passeport sanitaire et Pandémie de Covid-19 en France.
En France, le passe sanitaire désigne le fait de conditionner l'accès à certains établissements, lieux, services et évènements recevant du public à la présentation d’un certificat sanitaire.
Le passe sanitaire est instauré en juin 2021, durant la pandémie de Covid-19. Il s'obtient sur présentation d'une attestation de vaccination complète, d'un test virologique négatif ou d'un certificat de rétablissement. Il est interopérable avec les autres certificats Covid numérique de l'Union européenne des autres États membres de l'union européenne.
Le passe sanitaire est étendu le 9 août 2021 à de nouveaux lieux : cafés, restaurants, hôpitaux (sauf urgences), maisons de retraite, avions, trains et bus pour les trajets de longue distance, etc. Entre le 24 janvier et le 13 mars 2022, le passe vaccinal remplace le passe sanitaire : la présentation d’un test négatif n'est plus possible.
Entre le 14 mars et le 31 juillet 2022, seul le passe sanitaire est maintenu, sauf en situation d'urgence ou pour l'accès à un dépistage de la covid-19, pour l'accès aux services et établissements de santé, aux établissements de santé des armées, ainsi qu'aux services et établissements médico-sociaux.
L'extension du passe sanitaire puis du passe vaccinal est critiquée par un certain nombre d'hommes politiques notamment de La France insoumise ou du Rassemblement national, qui dénoncent une importante réduction des libertés publiques, ou encore par des autorités administratives indépendantes comme la CNIL qui souligne le manque de données communiquées par le gouvernement pour évaluer l'efficacité du dispositif.

## Historique

### Juin 2021: grands évènements seulement
La loi du 31 mai 2021 crée une nouvelle mesure de gestion pour la crise sanitaire, en permettant au Premier ministre de subordonner les déplacements avec franchissement de limites géographiques (déplacements entre l’étranger et le territoire national, déplacements entre l’hexagone, la Corse et les outre-mers) et l’accès à certains établissements, lieux ou évènements impliquant de grands rassemblements (pour des activités de loisirs ou des foires et salons professionnels), à la présentation d’une preuve sanitaire.
À ce moment, l’utilisation du passe « pour accéder aux lieux de la vie de tous les jours » est explicitement exclue et le texte a dû être adopté par un second vote, les députés du groupe Mouvement démocrate et démocrates apparentés s'étant associés avec l’opposition dans un premier temps.
Un décret du 7 juin 2021 rend le passe sanitaire français applicable à des événements accueillant plus de 1 000 personnes : grandes salles de spectacle, événements sportifs ou culturels, festivals, foires et salons. Dans cette première version réglementaire, le passe est obtenu par
- le résultat d’un examen de dépistage virologique négatif à la Covid-19 de moins de 72 heures ;
- un justificatif du statut vaccinal de l'un des vaccins contre la Covid-19 ayant fait l'objet d'une autorisation de mise sur le marché (AMM) délivrée par la Commission européenne après évaluation de l'Agence européenne du médicament :
  - les personnes ayant reçu le vaccin de Johnson & Johnson obtiennent le passe 28 jours après l'administration d'une dose,
  - les personnes ayant reçu un des autres vaccins, obtiennent le passe 14 jours après l'administration d'une deuxième dose, sauf en ce qui concerne les personnes ayant été infectées par la covid-19, pour lesquelles ce délai court après l'administration d'une dose,
- un certificat de rétablissement de la Covid-19 (un test PCR ou antigénique positif datant d'au moins quinze jours et de moins de six mois).

### Juillet: Certificat Covid numérique de l'UE
Le règlement européen du 14 juin 2021 relatif à un cadre pour la délivrance, la vérification et l’acceptation de certificats Covid-19 interopérables de vaccination, de test et de rétablissement (« certificat COVID numérique de l’UE ») afin de faciliter la libre circulation pendant la pandémie de Covid-19 entre en vigueur le 1er juillet. Le « passe sanitaire » français utilise les certificats normés au niveau européen, mais l’accès à des événements ou à des lieux est une réglementation nationale et non européenne.
À compter du 17 juillet, le passe sanitaire peut être obtenu avec vaccin dont la composition et le procédé de fabrication sont reconnus comme similaires à l'un de ces vaccins par l'Agence nationale de sécurité du médicament et des produits de santé,.

### Août: restaurants, bars, musées…

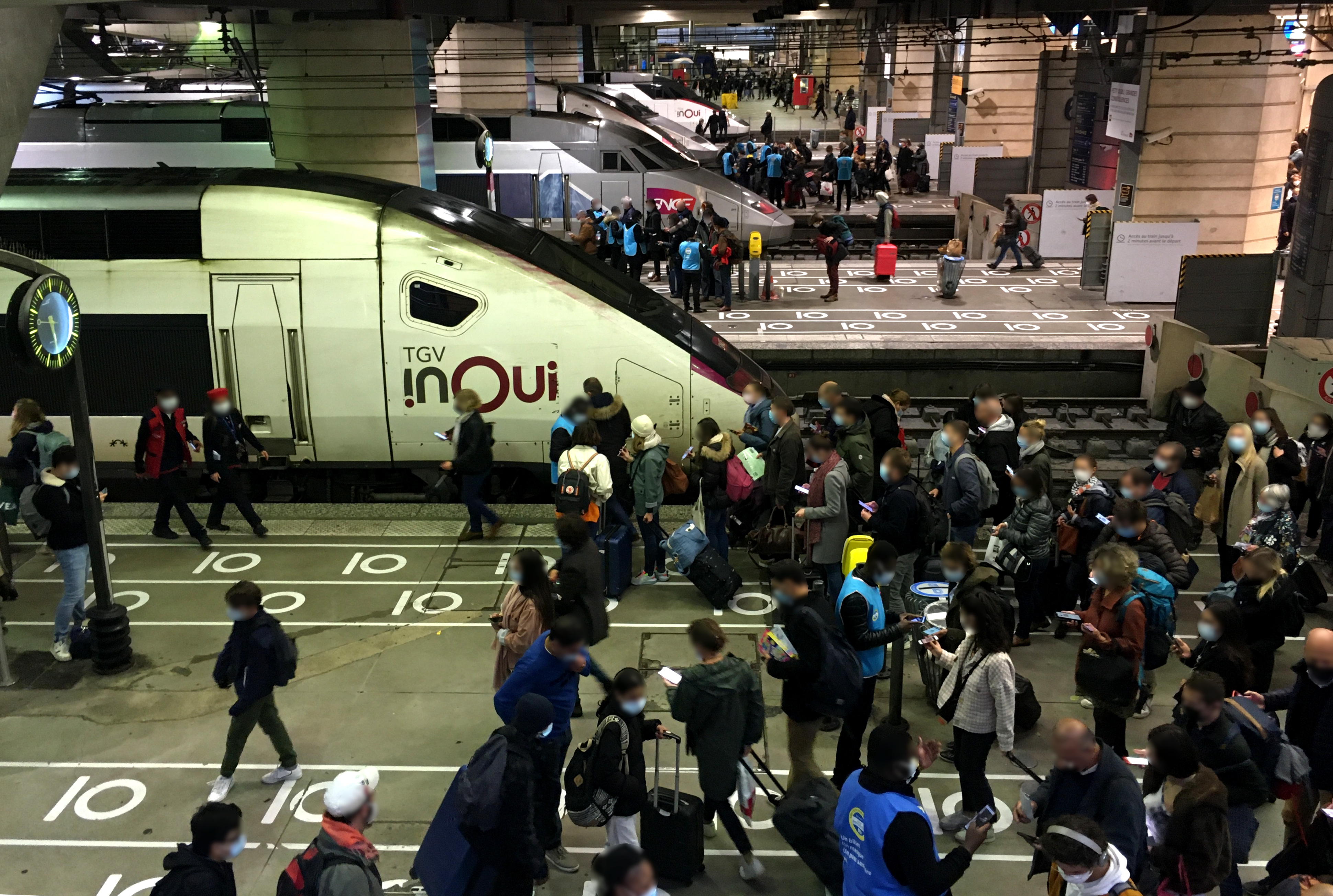
Contrôle des passes sanitaires au départ de la gare de Paris-Montparnasse le 29 octobre 2021.

Le président de la République française, Emmanuel Macron, annonce le 12 juillet 2021 l’extension du passe sanitaire à certains lieux.
L'édition de Courrier international du 13 juillet 2021, commentant le discours tenu le 12 juillet par Emmanuel Macron et faisant une synthèse des commentaires de la presse européenne à ce sujet, titre le président « déclare la guerre aux non-vaccinés », reprenant le terme « guerre » utilisé par le journal suisse Le Temps et utilisé par Macron lui-même au début de la pandémie.
Les premières mesures de cette extension sont prises par décret et applicables à partir du 21 juillet : le passe devient obligatoire pour les lieux de loisirs ou de culture avec un nombre minimal de personne abaissé à 50 : parcs à thèmes, zoos, établissements sportifs clos et couverts, bowlings, salles de jeux, cinémas, théâtres, musées et monuments.
Cette extension a nécessité un changement dans la loi. Discuté au Parlement en quelques jours, la loi est publiée au Journal officiel le 6 août, au lendemain de la décision du Conseil constitutionnel,. La limite inférieure de 50 personnes pour les lieux de loisirs et de culture est supprimée : le passe sanitaire devient obligatoire dès le premier client.
À compter du 23 septembre, le passe sanitaire peut être obtenu avec un schéma d’un vaccin dont l’utilisation a été autorisée par l’Organisation mondiale de la santé et ne bénéficiant pas de l'autorisation ou de la reconnaissance européenne, à condition que toutes les doses requises aient été reçues, et d'une dose complémentaire d'un vaccin à ARN messager bénéficiant d’une telle autorisation ou reconnaissance.
À compter du 30 août, le passe est nécessaire pour les employés des établissements, et à compter du 30 septembre, pour les personnes mineures âgées d'au moins douze ans et deux mois pour l'accès aux établissements et activités.
À compter du 29 novembre, la durée de validité du test est réduite de 72h à 24h pour l'accès aux établissements et activités, elle reste à 72h pour les déplacements internationaux.

### Décembre: nécessité d’une dose complémentaire
Le 26 août 2021, Olivier Véran annonce : « Il n’y aura pas d’impact de la troisième dose sur le passe sanitaire. Que vous alliez prendre votre rappel ou non, vous garderez le bénéfice du passe sanitaire ». Cette promesse est démentie par le discours d'Emmanuel Macron du 9 novembre 2021, qui conditionne, pour les plus de 65 ans, la prolongation du passe sanitaire à la troisième dose de vaccin.
À partir du 15 décembre 2021, le schéma vaccinal reste reconnu comme complet si
- les personnes ayant reçu le vaccin de Johnson & Johnson ont reçu une dose complémentaire d'un vaccin à ARN messager entre un et deux mois suivant l'injection de la dose initiale,
- les personnes de 65 ans ou plus ayant reçu un des autres vaccins ont reçu une dose complémentaire d'un vaccin à ARN messager entre cinq et sept mois suivant l'injection de la dernière dose requise[17].

À partir du 15 janvier 2022, le schéma vaccinal reste reconnu comme complet si les personnes de 18 ans et un mois ou plus ayant reçu un des autres vaccins ont reçu une dose complémentaire d'un vaccin à ARN messager entre cinq et sept mois suivant l'injection de la dernière dose requise.

### Janvier 2022: Passe vaccinal
Le projet de loi renforçant les outils de gestion de la crise sanitaire et modifiant le code de la santé publique, présenté en conseil des ministres le 27 décembre 2021 prévoit la transformation du passe sanitaire en passe vaccinal. Ce projet de loi est adopté en première lecture à l'Assemblée nationale le 6 janvier 2022, puis en première lecture au Sénat le 12 janvier. Après l’échec de la commission mixte paritaire, et une nouvelle lecture dans chaque chambre ainsi qu'une tentative de l'opposition pour repousser les débats, il est définitivement adopté par la seule Assemblée nationale le 16 janvier. Le 21 janvier 2022, le Conseil constitutionnel ne déclare pas contraire à la Constitution le projet de loi, à l’exception de la disposition concernant les réunions politiques.
La loi indique notamment que les contrôles du passe vaccinal pourront être complétés par une « vérification de concordance » avec un document officiel dans les lieux où il sera requis. De plus, la détention frauduleuse d’un passe est punie de trois ans d’emprisonnement et de 45 000 € d’amende, toutefois une amnistie est prévue pour les personnes ayant détenu un faux passe, et s’étant fait vacciner par la suite.
Lors du discours de Jean Castex et Olivier Véran du 20 janvier, il est annoncé que le passe vaccinal entre en vigueur le lundi 24 janvier. Le passe vaccinal pourra prendre fin lorsque la pression hospitalière sera suffisamment basse pour qu'il n'y ait plus de soins déprogrammés,.
Le passe sanitaire reste en vigueur uniquement pour l’accès aux établissements et services de santé et médico‑sociaux (sauf urgences ou consultation chez un médecin), ainsi que pour les mineurs de douze à quinze ans. Pour tous les autres lieux et autres personnes, il sera remplacé par l'obligation de présenter un justificatif de statut vaccinal. Par dérogation, il est admis un justificatif de l'administration d’une première dose et du résultat d'un test négatif,,.

### Mars à juillet 2022: passe sanitaire seulement dans les établissements de santé
Le 22 février, devant le Sénat, Olivier Véran annonce un possible retrait du passe vaccinal à la mi-mars si les conditions suivantes sont respectées:
- moins de 1 500 patients Covid en réanimation dans les hôpitaux ;
- taux d'incidence inférieur à 500, voire 300 pour 100 000 habitants ;
- facteur de reproduction du virus R « durablement inférieur à un ».

À compter du 14 mars 2022, le passe vaccinal est suspendu, seul le passe sanitaire est maintenu sauf en situation d'urgence ou pour l'accès à un dépistage de la covid-19, pour l'accès aux services et établissements de santé, aux établissements de santé des armées, ainsi qu'aux services et établissements médico-sociaux,.

## Concept

### Objectif
Le passe sanitaire est mis en place afin de permettre l’accès à des rassemblements ou des événements en France ou dans l'Union européenne. Il entend faciliter la reprise ou le maintien de certaines activités ou déplacements qui, à défaut, auraient pu être durablement restreints voire interdits compte tenu des enjeux sanitaires.

### Certificats
Le passe sanitaire ou vaccinal consiste à présenter, au format numérique ou papier, une preuve sanitaire.
|                                                                     | Passe sanitaire | Passe vaccinal |
| ------------------------------------------------------------------- | --------------- | -------------- |
| justificatif du statut vaccinal                                     | Oui             | Oui            |
| certificat de rétablissement de la Covid-19                         | Oui             | Oui            |
| résultat d’un examen de dépistage virologique négatif à la Covid-19 | Oui             | Non            |

Le certificat numérique contient les données suivantes : prénom, nom de naissance, date de naissance, nombre de doses injectées, schéma vaccinal, date d’injection, maladie ciblée, vaccin employé, fabricant du produit médical, émetteur du certificat, l’État émetteur, dans le cas d'une vaccination.
Ces données sont considérées sensibles selon les critères de la CNIL.
En cas d'erreur de forme sur le nom et prénom (nom d'usage non mentionné, caractères accentués mal affichés) pouvant générer des difficultés lors des contrôles d'identité aux frontières, il est possible de faire rectifier l'erreur par un professionnel de santé.

#### Format
|  |

Disponible en format papier et numérique via l'application TousAntiCovid, le passe sanitaire français adopte le format du certificat Covid numérique de l'Union européenne. À partir du 23 juin 2021, les certificats français sont actualisés pour utiliser le code QR européen interopérable à l'échelle du continent plutôt que le code 2D-DOC uniquement français.
La lecture brute du code QR permet d’obtenir des données chiffrées et compressés, et plusieurs opérations sont nécessaires afin de retrouver les mêmes informations que le certificat papier, et une signature générée avec une clé secrète (chaque pays a sa clé) et une méthode ECDSA.
Le second code QR du certificat papier permet d’enregistrer l’attestation dans l’application TousAntiCovid.

#### Système de vérification
La vérification de la validité du document s'effectue avec une application mobile spécifique, TousAntiCovid Vérif, selon des standards prévus par des accords européens.
Pour les événements importants sur le territoire national français, les organisateurs ont accès :
- aux nom, prénom et date de naissance de la personne ;
- à une couleur verte (passe valide) ou rouge (passe invalide).

Pour le passage des frontières, les contrôleurs ont en outre accès aux informations suivantes :
- type de certificat et résultat éventuel (test PCR ou antigénique ou vaccination première ou deuxième dose) ;
- type de vaccin le cas échéant ;
- date et heure du certificat.

Cette application vérifie en local le QR code, au moyen de la signature figurant dans le QR code.
Pour respecter la vie privée, il faudra[Passage à actualiser] vérifier que les systèmes de vérification respectent les conditions fixées avant de pouvoir être utilisés avec des garanties complémentaires pour assurer la transparence du dispositif comme la publication d’une liste des applications de lecture conformes et du code source de ces dispositifs, d'après la CNIL.

### Durée
Les dispositions législatives sur le passe sanitaire figurent dans la loi du 31 mai 2021 instaurant la « sortie de crise sanitaire », proche de l’état d'urgence sanitaire, sans ses mesures les plus restrictives comme le confinement. Ce régime de sortie devait s’achever le 30 septembre 2021 ; après deux prorogations, il prend fin le 31 juillet 2022.

### Lieux concernés
| du 9 août 2021 au 23 janvier 2022 | du 9 août 2021 au 23 janvier 2022 |
| Passe sanitaire | |
| --- | --- |
| - Les activités de loisirs ; - Les activités de restauration commerciale ou de débit de boissons, à l'exception de la restauration collective, de la vente à emporter de plats préparés et de la restauration professionnelle routière et ferroviaire ; - Les foires, séminaires et salons professionnels ; - Sauf en cas d'urgence, les services et établissements de santé, aux services et établissements de santé, sociaux et médico sociaux, pour les seules personnes accompagnant ou rendant visite aux personnes accueillies dans ces services et établissements ainsi que pour celles qui y sont accueillies pour des soins programmés ; - Les déplacements de longue distance par transports publics interrégionaux, sauf en cas d'urgence ; - Sur décision motivée du représentant de l'État dans le département, lorsque leurs caractéristiques et la gravité des risques de contamination le justifient, les grands magasins et centres commerciaux | |
| du 24 janvier au 13 mars 2022 | |
| Passe sanitaire pour les personnes de plus de 16 ans | Passe vaccinal pour les personnes de plus de 16 ans |
| - Sauf en cas d'urgence, les services et établissements de santé, sociaux et médico-sociaux, pour les seules personnes accompagnant ou rendant visite aux personnes accueillies dans ces services et établissements ainsi que pour celles qui y sont accueillies pour des soins programmés. | - Les activités de loisirs ; - Les activités de restauration commerciale ou de débit de boissons, à l'exception de la restauration collective, de la vente à emporter de plats préparés et de la restauration professionnelle routière et ferroviaire ; - Les foires, séminaires et salons professionnels ; - Les déplacements de longue distance par transports publics interrégionaux, sauf en cas d'urgence ; - Sur décision motivée du représentant de l'État dans le département, lorsque leurs caractéristiques et la gravité des risques de contamination le justifient, les grands magasins et centres commerciaux. |
| Passe sanitaire pour les personnes de 12 à 15 ans | |
| - Les activités de loisirs ; - Les activités de restauration commerciale ou de débit de boissons, à l'exception de la restauration collective, de la vente à emporter de plats préparés et de la restauration professionnelle routière et ferroviaire ; - Les foires, séminaires et salons professionnels ; - Les déplacements de longue distance par transports publics interrégionaux, sauf en cas d'urgence ; - Sur décision motivée du représentant de l'État dans le département, lorsque leurs caractéristiques et la gravité des risques de contamination le justifient, les grands magasins et centres commerciaux. | |
| du 14 mars au 31 juillet 2022 | |
| Passe sanitaire | |
| - Sauf en cas d'urgence, les services et établissements de santé, sociaux et médico-sociaux, pour les seules personnes accompagnant ou rendant visite aux personnes accueillies dans ces services et établissements ainsi que pour celles qui y sont accueillies pour des soins programmés. | |

## Dispositifs

### Au niveau éducatif
Dévoilé le 28 juillet 2021 par le ministre de l’Éducation nationale Jean-Michel Blanquer, qui a annoncé, en cas de contamination détectée dans la classe ou s'ils sont cas-contact, que les élèves de collège et de lycée « non vaccinés seront évincés et devront suivre l'enseignement à distance », le dispositif est dénoncé comme discriminatoire. « C'est évidemment une forte incitation à être vacciné », souligne le ministre,.

### Incitation à la vaccination et efficacité

#### Objectif rapporté des mesures
Le 21 juillet 2021, Libération rapporte les propos d'un conseiller ministériel tenus en marge du débat parlementaire :
On va mettre en place un confinement de fait pour les personnes qui ne se sont pas fait vacciner en limitant l’accès à tout un tas d’endroits. On ne peut pas les forcer à rester chez eux mais on ne va pas non plus pénaliser les Français qui ont envie d’emmener leur gamin à l’aquarium de La Rochelle. Ça va être primauté aux vaccinés et vie de merde pour les non vaccinés.

#### Augmentation du taux de vaccination
Le 21 juillet 2021, jour d'entrée en usage du passe sanitaire dans les lieux publics accueillant plus de 50 personnes, le nombre d'injections réalisés par jour atteint un pic de 691 940 doses, soit 20 % de plus que le 14 juillet.
Le passe aurait conduit de nombreuses personnes à se faire vacciner. Au 19 août, après une augmentation constante du taux de vaccination, le gouvernement indique que plus de 40 millions ont été complètement vaccinées, soit 70 % de la population française totale. Une analyse du Conseil d'analyse économique estime que l'instauration du passe a permis de vacciner 13 % de la population en plus, ce qui aurait incidemment évité environ 4 000 décès suppléméntaires.

#### Limitations médicales et compensation des risques
Pour le Dr Gérald Kierzek, interrogé le 22 juillet 2021 par Le Figaro, conditionner le relâchement des gestes barrières par le passe sanitaire et la vaccination est dangereux. Il rappelle que le vaccin ne protège pas à 100 % ni à titre individuel ni à titre collectif. Dès lors, supprimer le port du masque en intérieur ou relâcher les gestes simples comme le lavage des mains va conduire inévitablement à des clusters et potentiellement à une reprise épidémique, notamment parce que le passe n'incite pas les bonnes personnes à se faire vacciner. Il note que le public majoritairement concerné par le dispositif est constitué de jeunes pour lesquels la balance bénéfice-risque est la moins favorable et que ceux à risque, à savoir les plus de 50 ans avec comorbidités, les plus de 65 ans et les obèses quel que soit l'âge ne sont l'objet d'un ciblage vaccinal adéquat et exhaustif.

#### Obligation vaccinale des soignants
La loi du 5 août 2021 relative à la gestion de la crise sanitaire prévoit que les salariés des hôpitaux, cliniques et maisons de retraite, ainsi que les soignants libéraux, aides à domicile, pompiers et ambulanciers doivent attester à partir du 15 octobre 2021 d’un schéma vaccinal complet, sous peine de suspension de leur contrat de travail, sans rémunération.
Selon Olivier Véran, ministre des solidarités et de la santé, environ 15 000 soignants non vaccinés ont été suspendus à la suite de la date butoir au titre de l'application de l'obligation vaccinale.
Cette mesure intervient paradoxalement dans un contexte de tensions fortes dans les services hospitaliers dues au manque de personnel soignant.
Malgré la levée de la plupart des restrictions sanitaires liées à la pandémie de Covid-19 le 14 mars 2022, le principe de l'obligation vaccinale pour les soignants reste en vigueur.

#### Difficultés d'évaluation de son efficacité
Auditionné par le Sénat en février 2022, le professeur Arnaud Fontanet, membre du conseil scientifique Covid-19, indique que l'évaluation de l'efficacité du passe sanitaire est très difficile dans la mesure où le pic épidémique de la « quatrième vague », portée par le variant Delta, « était passé » au moment de son instauration et que la circulation du virus était « moins importante » à ce moment.

## Difficultés pratiques

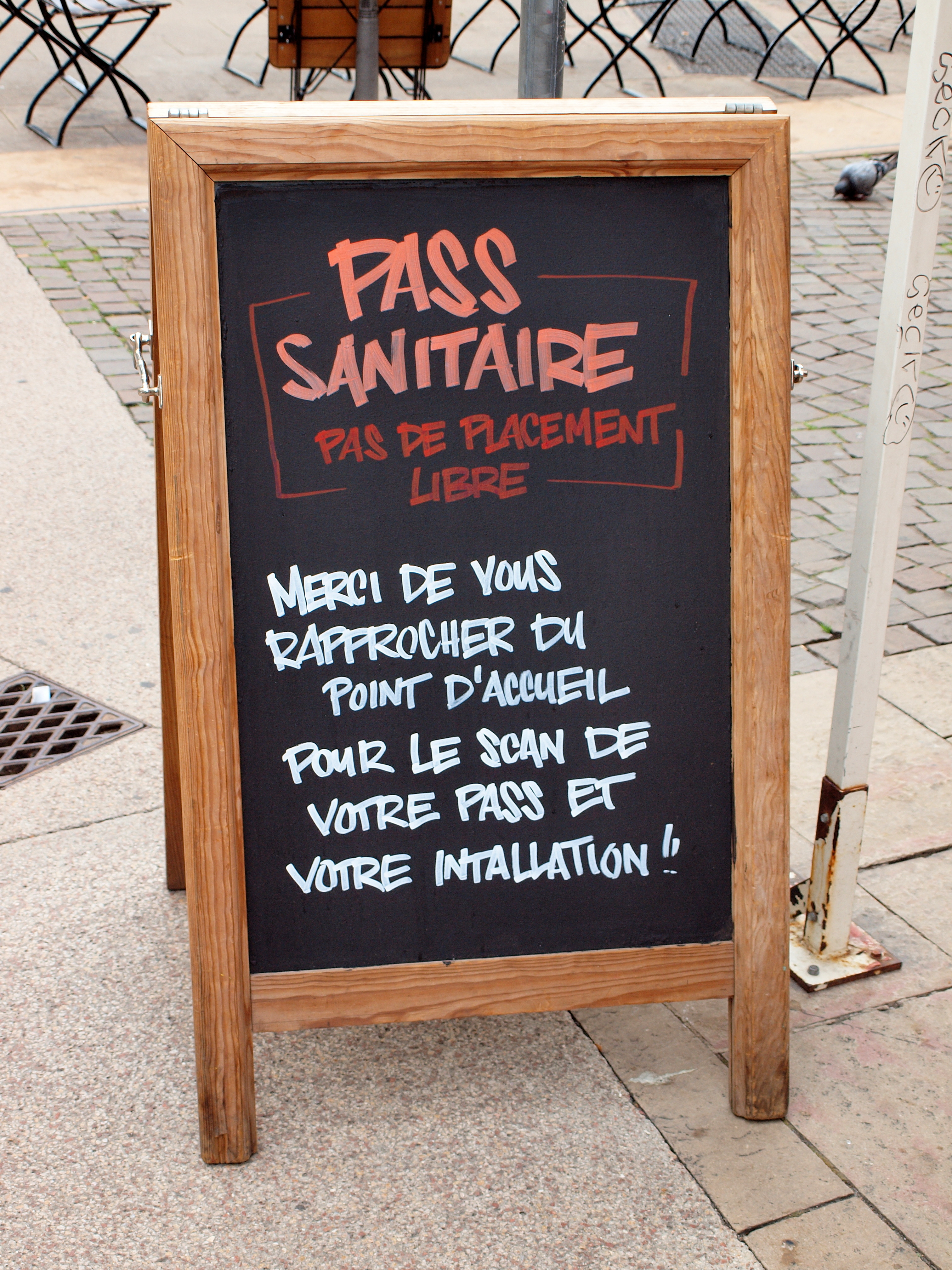
Panneau relatif au passe sanitaire près d'un restaurant.

### Français de l'étranger aux vaccins non reconnus
Les expatriés vaccinés dans leur pays de résidence avec des vaccins non homologués dans l’Union européenne — notamment les vaccins russe et chinois — sont considérés comme non vaccinés une fois en France.
Le passe sanitaire a été, en juillet, élargi à tous les vaccins assimilés à ceux reconnus par l’Agence européenne des médicaments comme le vaccin Covishield — copie du vaccin AstraZeneca — produit en Inde non reconnu au niveau européen,, et en septembre, aux vaccins reconnus par l’OMS, à condition de recevoir une dose supplémentaire de vaccin à ARN.

### Accès aux services de santé
Le passe sanitaire a alerté la Société française d'accompagnement et de soins palliatifs (SFAP) qui craint l'empêchement de l'accès au chevet des malades en fin de vie pour les personnes non vaccinées. Plusieurs groupes de professionnels de la psychiatrie se sont exprimés dans une lettre ouverte à Jean Castex datée du 30 juillet, craignant que les patients les plus en demande de soins ne soient refoulés à la porte des hôpitaux et demandant un accompagnement à la vaccination pour les patients les plus démunis sur le plan psychologique. Le Syndicat national des médecins hospitaliers dénonce des obstacles supplémentaires dans la prise en charge des patients et incite à les refuser. Le Collège des gynécologues invite à poursuivre de manière habituelle la prise en charge des grossesses. Les directeurs d'EHPAD de l'AD-PA invitent à considérer les établissements pour personnes âgées comme des lieux de résidence et ainsi garantir aux personnes âgées qui y résident la possibilité de maintenir des liens familiaux, sociaux et relationnels.

### Possibilité de fraudes et problèmes techniques

#### Fraude
La fraude est punissable aux motifs d'« usage de faux », « corruption passive » et « faux dans un document administratif par une personne chargée d'une mission de service public » selon le cas. Les sanctions prévues incluent des années de prison et des milliers d'euros d'amende.
Pour exemple, un cardiologue du Cantal, médecin coordonnateur dans des EHPAD, est condamné en décembre 2021 pour avoir fabriqué 35 faux passes sanitaires, et notamment à du personnel des EHPAD, à six mois de prison avec sursis, une interdiction d’exercer pendant cinq ans, et 40 000 € d’amende. Selon le ministère de l'Intérieur, 200 000 faux passes sanitaires avaient été découverts fin 2021.

#### Gardes à vue et interpellations
Le 28 juillet 2021, à Dijon, un homme est placé en garde à vue alors qu'il tente d'obtenir sa deuxième injection du vaccin contre la Covid-19, car son document attestant d'une première injection paraît frauduleux. Cette affaire apparaît comme emblématique pour le parquet, le procureur insistant sur la « vigilance particulièrement forte qu'il y aura sur ce genre de tentative ou de suspicion et que, s'il y a des infractions, les personnes seront systématiquement et rapidement poursuivies ». Il sera révélé que l'homme avait effectivement reçu une première injection.

### Éthique biomédicale
Dans une tribune publiée sur Mediapart, un collectif de soignants met en lumière le risque d’une transgression majeure des principes de l’éthique biomédicale de l’après-Seconde Guerre mondiale, dont l’une des règles est de recueillir le consentement libre et éclairé du patient.

### Vaccination obligatoire
La Fédération hospitalière de France estime que la vaccination obligatoire aurait été plus simple à mettre en œuvre et plus efficace que l'extension du passe sanitaire,.

## Conséquences sur les libertés et droits fondamentaux

### Vers une société de contrôle
Pour la philosophe Barbara Stiegler, les annonces faites le 12 juillet par Emmanuel Macron au sujet de l'instauration du passe sanitaire en France sont « le parachèvement historique de la société du contrôle, du monde cybernétique et de la smart-city ». Selon elle, les décideurs sont fascinés par le « modèle chinois » dans lequel la démocratie est suspendue.
Dans une note publiée la même semaine, la Cnil met en avant le risque d’une « généralisation des contrôles disproportionnés » et « la banalisation de ce type de mesures ».
La députée La France insoumise Mathilde Panot dénonce une fuite autoritaire et l'entrée dans une société de contrôle permanent.
Pour Bastien Le Querrec, membre de la Quadrature du net, il y a une continuité entre cet outil et les autres dispositifs de surveillance qui se sont développés avec la crise sanitaire, tels que la vidéosurveillance automatisée et la reconnaissance faciale.

### Risques pour les droits fondamentaux
Dans un avis rendu le 20 juillet 2021, la Défenseure des droits, Claire Hédon, considère que le projet de loi implique des « risques considérables d’atteinte aux droits des enfants ». En effet, la Convention internationale relative aux droits de l’enfant consacre le droit d’accès à la culture et aux loisirs pour tous les mineurs, qui serait limité, de fait, pour les enfants de 12 à 18 ans, par le passe sanitaire,.
Durant l'audition réalisée le 21 juillet par le Sénat, la présidente de la Cnil, Marie-Laure Denis, a prévenu que « l’atteinte portée aux libertés et droits fondamentaux par l’élargissement du passe sanitaire est particulièrement forte ».
Fin novembre 2021, la Cnil, dans son quatrième avis, déplore le manque de données fournies par le gouvernement pour évaluer le dispositif. Bien qu'adressé au Parlement, le texte interpelle directement le gouvernement sur la nécessité de fournir des garanties quant à l'efficacité concrète du passe sanitaire, en place depuis juin 2021 dans le pays. En effet, le ministère de la Santé ne consacre aucune donnée permettant d'avoir une visibilité sur son efficacité. La Cnil rappelle en outre dans son avis des manquements en ce qui concerne la sécurité des données personnelles des utilisateurs de l'application TousAntiCovid. Depuis l'été 2021, la Cnil a rappelé plusieurs fois la nécessité que les dispositifs mises en place en urgence par l'exécutif soient limités dans le temps, afin de ne pas devenir une entrave aux libertés individuelles.

### Protection de la vie privée
Cette section ne s'appuie pas, ou pas assez, sur des sources secondaires ou tertiaires indépendantes du sujet. Le texte peut contenir des analyses inexactes ou inédites de sources primaires.
Pour l'améliorer, ajoutez-en, ou placez des modèles {{Source secondaire souhaitée}} ou {{Source secondaire nécessaire}} sur les passages mal sourcés. (août 2021)
La Quadrature du Net, association de lutte contre la surveillance généralisée, dépose en juin 2021 un référé-liberté devant le Conseil d'État, au motif d'une violation des lois sur le respect de la vie privée ainsi que sur la protection des données personnelles, par le dispositif relatif au passe sanitaire en France. Selon l'association, n'importe quelle personne, en scannant l'un des deux codes QR d'une personne souhaitant accéder à un lieu spécifique, est capable d'accéder à de nombreuses données sensibles, et ce dispositif rétablit par ailleurs une obligation de fait de justifier d'une carte d'identité ou d'un passeport, obligation elle-même mise en cause par l'association.
Ce référé est rejeté en juillet,, notamment aux motifs suivants :
- l'action n'est pas illégale ;
- usage restreint au déplacements avec l'étranger, la Corse et l'outre-mer ;
- usage restreint à l'accès à des lieux de loisirs, d'autre part ;
- les activités quotidiennes ou l'exercice des libertés de culte, de réunion ou de manifestation ne sont pas concernées ;
- possibilité d'emploi de justificatifs papier sans usage d'application TousAntiCovid[61].

## Opinion publique sur le passe sanitaire
En février 2021, avant l'instauration du passe sanitaire en France, le Conseil économique, social et environnemental ouvre une consultation en ligne pour recueillir l'avis des citoyens sur la création d'un passeport vaccinal. Parmi les 110 500 participants, 67 % s’y déclarent « très défavorables », 6 % « défavorables », 20 % « très favorables », 5 % « favorables » et 2 % « mitigés » ; le principal argument des opposants à cette mesure porte sur ses aspects « liberticide » et « discriminatoire », tandis que ses partisans y voient un moyen de « revenir à une vie normale ».
Pour plus de 58 % des personnes interrogées lors d'un sondage les 11 et 12 août 2021, le passe sanitaire est considéré comme « une façon de responsabiliser ceux qui ne veulent pas être vaccinés », et comme le « seul moyen de limiter les contaminations sans imposer le vaccin à ceux qui le refusent ».
Un sondage effectué les 19 et 20 août 2021 indique que 64 % à 77 % des personnes interrogées approuvent le passe sanitaire (chiffres « en hausse par rapport à mi-juillet ») et que « plus de la moitié des sondés désapprouvent par ailleurs le mouvement contre le pass sanitaire, soit 6 points de plus que début août »,.
Un nouveau sondage en date du 17 février 2022 indique que 71% des personnes interrogées sont favorables à une suppression anticipée du passe vaccinal, moins de 4 semaines après son entrée en vigueur,.

## Contestation sociale

### Refus de restaurants et de bars d'appliquer les mesures
La plateforme animap.fr, créée en mars 2021, répertorie et localise les commerces et lieux publics qui ne demanderont pas à leurs clients de présenter leur passe sanitaire. Le 21 juillet, 5 943 établissements, dont environ 200 bars et restaurants, y sont inscrits. La plate-forme prétend répondre à un « apartheid vaccinal » et respecter la « dignité humaine ». La plateforme a vu son affluence monter alors que la majorité des restaurants frondeurs se situe dans de très petites agglomérations et non dans des villes à forte densité de population,.
À Saint-Antonin-Noble-Val (Tarn-et-Garonne), un logo vert « zone libre » est affiché sur les devantures de commerces, pour soutenir la démarche des restaurateurs et cafetiers qui ont décidé depuis début août de ne pas contrôler le passe sanitaire.

### Refus de contrôle du passe par des maires
Dans des villes, dirigées par le Rassemblement national notamment, comme Fréjus (Var), Hayange (Moselle), Beaucaire (Gard) ou Béziers (Hérault), les maires incitent la police municipale à ne pas contrôler les passes sanitaires en terrasse, voire dans l'ensemble des cafés et restaurants. Ils affirment que la police doit avoir d’autres priorités que celle-ci.

## Mouvement d’opposition

### Réactions politiques
À la suite du discours d'Emmanuel Macron, des manifestations contre le passe sanitaire obligatoire ont lieu dans le pays à partir du 14 juillet, jour de la fête nationale française,.
Sans participer aux manifestations, des parlementaires comme Jean-Luc Mélenchon (La France insoumise), François-Xavier Bellamy (Les Républicains) ou encore Marine Le Pen (Rassemblement national) s’opposent à l’extension du passe sanitaire, dénonçant une importante réduction des libertés publiques ainsi qu'un risque de marginalisation de citoyens et de mise en place d'une société du contrôle permanent,.
Le 17 juillet 2021, une tribune publiée dans Libération par le député Éric Coquerel et des responsables syndicaux qualifie le passe sanitaire de mesure autoritaire, décidée par le seul président de la République. Le Parlement est relégué au rang de simple chambre d'enregistrement des décisions élyséennes.

### Réactions juridiques
Les avocats Carlo Alberto Brusa et Fabrice Di Vizio sont considérés comme les figures principales de sa contestation juridique.

### Réactions artistiques, littéraires, sportives, etc.

#### Caricatures
Michel-Ange Flori, un publiciste propriétaire de plusieurs panneaux publicitaires dans le Var, fait polémique en juillet 2021 avec une affiche représentant Emmanuel Macron en Adolf Hitler, accompagnée du message : « Obéis, fais-toi vacciner » ; cette initiative conduit au dépôt d'une plainte. Le 3 août, Flori dessine Macron en monarque français. Le 12 août, il le représente au côté du maréchal Pétain sur fond de Code QR, sous la phrase : « Il n’y a qu’un pass à franchir ».

#### Écrivains
Début août 2021, un appel « à la résistance civile » est lancé sur le Club de Mediapart contre le passe sanitaire par un groupe  d'écrivains, de poètes et d'artistes dont Salah Al Hamdani, Guillaume Basquin, Alexandre Bergamini, Pascal Boulanger, Yves Charnet, Armelle Chitrit, Pierre Michel, Georges Duquin, Alexandra Fontaine, Isabelle Lagny, Bernard Legros, Armel Louis, Alain Marc, Carole Mesrobian, Olivier Rachet, Serge Rivron, Valérie Rossignol, Alain Santacreu et Philippe Thireau, rejoints par quatre vingt autres écrivains, artistes, universitaires et intellectuels, sous l’appellation d'Antigone, groupe qui a ensuite mis en ligne une bibliothèque de textes.
De leur côté, plusieurs écrivains se sont exprimés individuellement tels Joseph Andras, Didier van Cauwelaert ou Alexandre Jardin.

#### Escalade
Le 7 septembre, Alain Robert escalade une tour du quartier d'affaires de la Défense, dans la banlieue de Paris, pour protester contre le passe sanitaire. Le sexagénaire est arrêté plus d'une heure après le début de son ascension sans équipement et placé en garde à vue à la mi-journée pour « mise en danger de la vie d'autrui » – un sort auquel il est habitué. Il s'agissait de sa 11e tentative d'ascension de la tour Total Coupole, haute de 187 mètres. Habituellement solitaire, Robert était accompagné pour la première fois de trois jeunes grimpeurs de 21, 28 et 33 ans, pour qui c'était un « honneur » de rejoindre une légende de la discipline. « C'est une escalade contre le passe sanitaire, qui ennuie tout le monde. C'est une atteinte aux libertés fondamentales, ce passe est une honte », a déclaré Alain Robert.

#### Bibliothécaires
Après une manifestation le 1er octobre, la tribune « Quand t'auras 12 ans, tu seras privé de bibliothèque ! » est publiée le 8 octobre sur le site ActuaLitté.

#### Artistes et auteurs
Bien qu'il ait été hospitalisé pour Covid-19, le rappeur Akhenaton refuse de se faire vacciner.
Mi-janvier 2022, plus de 600 acteurs de la culture dont Dominique A, Anny Duperey, Alain Damasio et Alexandre Jardin dénoncent la politique sanitaire, « outil puissant de division » et les propos d'Emmanuel Macron « Les non-vaccinés, j’ai très envie de les emmerder » dans une tribune « Nous ne sommes toujours pas dupes » publiée sur la plateforme de blogs le Club de Mediapart. Cette tribune est relayée par plusieurs médias, parmi lesquels ActuaLitté, par Mr Mondialisation et L'Insatiable.

### Manifestations

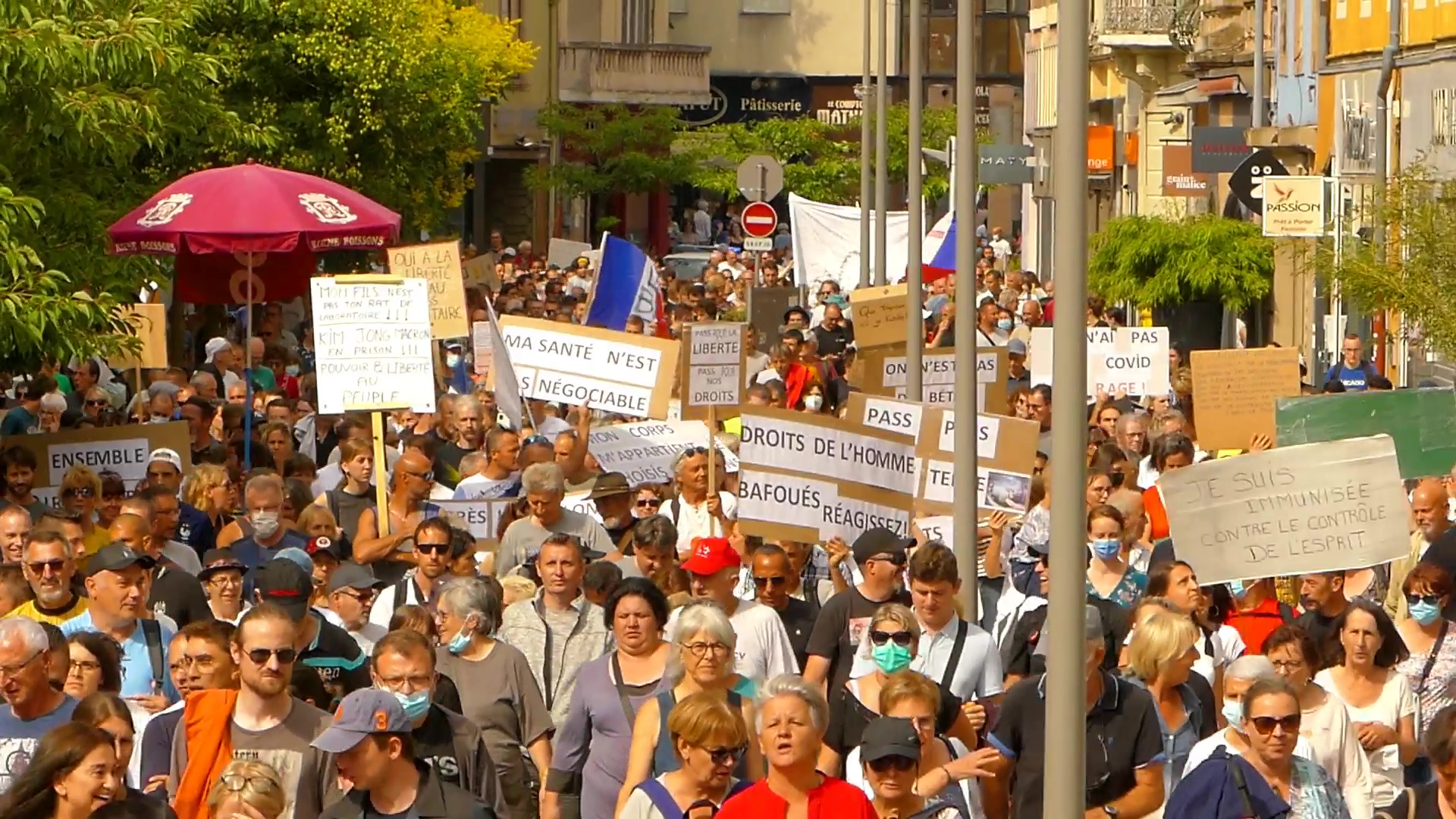
Manifestation à Belfort le 24 juillet 2021.

L’opposition à l’extension du passe sanitaire prend forme en juillet 2021 avec des manifestations d’ampleur dans de nombreuses communes françaises. Les principales figures présentes à ces rassemblements sont Florian Philippot (Les Patriotes), Nicolas Dupont-Aignan (Debout la France), François Asselineau (Union populaire républicaine), Martine Wonner (médecin-psychiatre, députée ex-La République en marche), Francis Lalanne (chanteur covido-sceptique) et Jacline Mouraud (figure éphémère du mouvement des Gilets jaunes).

### Révolte et émeutes en outre-mer
L'opposition au passe sanitaire prend un tournant particulièrement violent en novembre 2021 en outre-mer. Des barrages routiers sont érigés en Guadeloupe et en Martinique et des policiers sont la cible de tirs à balles réelles.

### Opinion publique sur les manifestations
D’après les études d'opinion réalisées en juillet-août 2021, le mouvement d'opposition au passe sanitaire est soutenu par 35 à 40 % des Français. Selon une étude Ifop pour Le Journal du dimanche, 50 % des sondés s'opposent au mouvement anti-passe et 16 % sont indifférents.
La contestation attire des familles, certaines professions comme des soignants ou des sapeurs-pompiers, des pro et des anti-vaccins, des primo-manifestants apolitiques et des sympathisants d'extrême droite et gauche. 61 % des proches de La France insoumise et 49 % pour le Rassemblement national déclarent soutenir les manifestations.
D'après un sondage Odoxa-Backbone Consulting pour Le Figaro, le mouvement de protestation n’est pas justifié pour 57 % des Français. 59 % des sondés qualifient ses partisans d'« égoïstes », quand 61 % les considèrent comme des « inconscients qui mettent en danger la santé de tous ». Selon Odoxa, les anti-passe sont principalement des primo ou des non-vaccinés.

### La marche du réveil
Le 14 novembre 2021, La marche du réveil comptant environ 1 300 marcheurs partis d’Épinal et d'autres villes de France arrive au Mont Valérien. Les marcheurs, qui ont effectué quinze étapes différentes (soit 350 km) chacune comptant environ 17 à 27 km, avaient aussi pour objectif d’aller à la rencontre des citoyens pour les questionner et engager une réflexion sur la mise en place des dispositifs sanitaires face au Covid-19,,,.